# Бистрицкие бабушки
«Би́стрицкие ба́бушки» (болг. «Бистришки баби») — болгарский фольклорный ансамбль песни из села Бистрица (болг. Бистрица) близ Софии. Исполняют аутентичный фольклор региона Шопи, в том числе традиционным способом особого традиционного горлового пения. Коллектив существует с 1946 года. 
Специалисты считают, что пение ансамбля «Бистрицкие бабушки» — это уникальная полифония в три голоса, способ пения сохранён ещё с дохристианской эпохи.
Ансамбль «Бистрицкие бабушки» включён в Список нематериального культурного наследия человечества ЮНЕСКО в 2005 году.